# Liste des navires de la marine néerlandaise avant 1945
Ceci est une liste des classes de navires de la Marine royale néerlandaise (Koninklijke Marine) de 1860 à 1945. 
HNLMS dans la Marine royale néerlandaise est l'abréviation de Her Netherlands Majesty's Ship ou His Netherlands Majesty's Ship selon que le monarque néerlandais est de sexe féminin ou masculin.
Cette liste n'est peut-être pas complète.

## Avant 1850

### Vaisseaux
Royal Hollandais (1810)

## Avant 1900

### Cuirassé à coque en fer
- Zr. Ms. Prins Hendrik der Nederlanden (1864)
- Classe Schorpioen (1867) : 
  - HNLMS Schorpioen
  - HNLMS Stier
- Classe Buffel (1867) : 
  - Zr.Ms. Buffel
  - HNLMS Stier
- Zr. Ms. Koning der Nederlanden (1873)

### Croiseur
- Classe Atjeh (1875) : 6 croiseurs non protégés
- Classe Evertsen (1893) : navires de défense côtière
  - HNLMS Kortenaer
  - HNLMS Eveertsen
  - HNLMS Piet Hein

Croiseur protégé :
- Hr. Ms. Sumatra (1889)
- Hr. Ms. Koningin Wilhelmina der Nederlanden (1891)
- Classe Holland (1895) : 
  - HNLMS Holland
  - HNLMS Zeeland
  - HNMS Friesland
  - HNLMS Gelderland
  - HNLMS Noordbrabant
  - HNLMS Utrecht

Canonnière :
- Classe Thor (1876) : 9 unités

### Monitor
- Classe Krokodil (1867) : 3 unités
- Classe Bloedhond ou classe Cerberus (1868) : 2 unités
- Classe Panther ou classe Hyena (1869) : 6 unités
- Zr. Ms. Draak (1876)
- Zr. Ms. Matador (1877)
- Hr. Ms. Reinier Claeszen (1890)

## 1900-1945

### Croiseur cuirassé
Navire de défense côtière :
- Classe Koningin Regentes (1899) :
  - Koningin Regentes
  - De Ruyter
  - HNLMS Hertog Hendrik
- Hr. Ms. Maarten Harpertszoon Tromp (1902)
- Hr. Ms. Jacob van Heemskerck (1902)
- Hr. Ms. De Zeven Provinciën (1908)

### Croiseur léger
- Classe Java (1916) : 
  - HNLMS Java
  - HNLMS Sumatra
- HNLMS De Ruyter (1933)
- Classe Tromp (1936) :
  - HNLMS Tromp
  - HNLMS Jacob van Heemskerck

### Destroyer
- Classe Wolf (1910) : 8 unités
- Classe Admiralen (1925) : 8 unités
- Classe Gerard Callenburgh (1938) : 
  - HNLMS Gerard Callenburgh
  - HNLMS Isaac Sweers

### Canonnière
- Classe Brinio (1911) : 3 unités
- Classe Flores (1924) : 2 unités
- HNLMS Johan Mautits van Nassau (1932)
- HNLMS Van Kinsbergen (1939)
- Classe K (1939) : ?

### Torpilleur
- Classe K ' (1900)
- Classe G 13 (1913)
- Classe Z 1
- Classe Z 5

### Sous-marin
- Hr. Ms. O 1 (1904)
- Classe O 2 (1909) : 4 unités
- Hr. Ms. K 1 (1911)
- Hr. Ms. O 6 (1914)
- Hr. Ms. O 7 (1914)
- Classe M 1 (1915)
- Classe O 8 (1915)
- Hr. Ms. K II (1915)
- Classe K III (1915) : 2 unités
- Classe K V (1916) : 3 unités
- Classe K VIII (1917) : 3 unités
- Classe K XI (1922) : 3 unités
- Classe O 9 (1922) : 3 unités
- Classe O 12 (1928) : 4 unités
- Classe K XIV (1930) : 5 unités
- Classe S (1931)
- Hr. Ms. O 16 (1933)
- Classe O 19 (1936) : 2 unités
- Classe O 21 (1937) : 5 unités
- Classe U (1941)
- Classe T (1941) : 4 unités

### Dragueur de mines
- Classe M (1918) : 4 unités
- Classe A (1930) : 4 unités
- Classe Jan van Amstel (1937) : 8 unités

### Mouilleur de mines
- Classe Hydra (1910) : 2 unités
- Classe Douwe Aukes (1919) : 2 unités
- Classe Prins van Oranje (1930) : 2 unités